# Oliver Gerbig
Oliver Benjamin Gerbig (Hong Kong, 12 dicembre 1998) è un calciatore hongkonghese, difensore dell'Henan e della nazionale hongkonghese.

## Carriera

### Club
Ha giocato nella prima divisione di Hong Kong ed in quella cinese.

### Nazionale
Nel 2024 è stato convocato per la Coppa d'Asia.

## Statistiche

### Cronologia presenze e reti in nazionale
| Cronologia completa delle presenze e delle reti in nazionale ― Hong Kong | Cronologia completa delle presenze e delle reti in nazionale ― Hong Kong | Cronologia completa delle presenze e delle reti in nazionale ― Hong Kong | Cronologia completa delle presenze e delle reti in nazionale ― Hong Kong | Cronologia completa delle presenze e delle reti in nazionale ― Hong Kong | Cronologia completa delle presenze e delle reti in nazionale ― Hong Kong | Cronologia completa delle presenze e delle reti in nazionale ― Hong Kong | Cronologia completa delle presenze e delle reti in nazionale ― Hong Kong |
| Data                                                                     | Città                                                                    | In casa                                                                  | Risultato                                                                | Ospiti                                                                   | Competizione                                                             | Reti                                                                     | Note                                                                     |
| ------------------------------------------------------------------------ | ------------------------------------------------------------------------ | ------------------------------------------------------------------------ | ------------------------------------------------------------------------ | ------------------------------------------------------------------------ | ------------------------------------------------------------------------ | ------------------------------------------------------------------------ | ------------------------------------------------------------------------ |
| 16-11-2023                                                               | Teheran                                                                  | Iran                                                                     | 4 – 0                                                                    | Hong Kong                                                                | Qual. Mondiali 2026                                                      | -                                                                        | 90+2’                                                                    |
| 1-1-2024                                                                 | Abu Dhabi                                                                | Cina                                                                     | 1 – 2                                                                    | Hong Kong                                                                | Amichevole                                                               | -                                                                        | 15’                                                                      |
| 4-1-2024                                                                 | Abu Dhabi                                                                | Hong Kong                                                                | 1 – 2                                                                    | Tagikistan                                                               | Amichevole                                                               | -                                                                        |                                                                          |
| 14-1-2024                                                                | Ar Rayyan                                                                | Emirati Arabi Uniti                                                      | 3 – 1                                                                    | Hong Kong                                                                | Coppa d'Asia 2023 - 1º turno                                             | -                                                                        | 33’                                                                      |
| 19-1-2024                                                                | Ar Rayyan                                                                | Hong Kong                                                                | 0 – 1                                                                    | Iran                                                                     | Coppa d'Asia 2023 - 1º turno                                             | -                                                                        |                                                                          |
| 23-1-2024                                                                | Doha                                                                     | Hong Kong                                                                | 0 – 3                                                                    | Palestina                                                                | Coppa d'Asia 2023 - 1º turno                                             | -                                                                        |                                                                          |
| 5-9-2024                                                                 | Suva                                                                     | Isole Salomone                                                           | 0 – 3                                                                    | Hong Kong                                                                | Amichevole                                                               | -                                                                        |                                                                          |
| Totale                                                                   |                                                                          | Presenze                                                                 | 7                                                                        |                                                                          | Reti                                                                     | 0                                                                        |                                                                          |

## Palmarès

### Club

#### Competizioni nazionali
- Hong Kong Premier League: 1

Kitchee: 2022-2023
- Hong Kong Football Association Cup: 1

Kitchee: 2022-2023
- Hong Kong Senior Challenge Shield: 1

Kitchee: 2022-2023